# Hugh Tracey
Pour les articles homonymes, voir Tracey.
Hugh Tracey, ethnomusicologue, a réalisé une très importante collection d'enregistrements de musique traditionnelle en Afrique au milieu du vingtième siècle. Il est le fils d'un docteur du Devonshire en Angleterre. Il est né en 1903, et mort en 1977.

## Découverte de la musique traditionnelle en Rhodésie du Sud
Hugh Tracey arrive à Gutu en Rhodésie du sud en 1921 où il travaille à la ferme, dans les champs de tabac. C'est là qu'il découvre les chants des ouvriers Karangas, qu'il se met à apprendre. Il comprend l'importance de la musique dans la société africaine et décide d'enregistrer et de publier cet héritage culturel.

## Premiers enregistrements dans les années 1930, soutien du Native Development
Il réalise ses premiers enregistrements dans les années 1930, grâce à une bourse du Native development department. Parcourant la Rhodésie du Sud, il utilise alors une des premières machines d'enregistrement portable, un graveur sur disque en aluminium mis en mouvement par un mécanisme d'horlogerie. À cette époque très peu de personnes s'intéressent à la musique africaine, et encore moins à la musique vernaculaire. Le travail d'Hugh Tracey n'est pas bien compris.

## Les années 1940, soutien de Gallo Record Company
Hugh Tracey reçoit du soutien financier d'Eric Gallo, qui a ouvert le premier studio d'enregistrement en Afrique du Sud dans les années 1930. Ainsi Hugh Tracey peut organiser des déplacements dans des parties reculées de l'Afrique et à cette époque ce genre de voyage n'est pas simple du tout.

## Création de l'ILAM en 1954
En Grande-Bretagne, les travaux d'Hugh Tracey sont tout de même suivis. Il donne des conférences et ses enregistrements ont été remarqués par les compositeurs Ralph Vaughan Williams et Gustav Holst. En 1954 Hugh Tracey reçoit une bourse de la fondation Nuffield, bourse doublée par les industries minières du Congo, de Rhodésie et d'Afrique du Sud. Cette indépendance financière lui permet de créer l'ILAM, organisation à but non lucratif, rattachée depuis 1978 à l'Université de Rhodes en Afrique du Sud. C'est alors qu'il construit la collection Sound of Africa, une série de 210 disques vinyles, enregistrés dans de nombreux pays de l'Afrique subsaharienne, entre 1948 et 1963. L'ILAM a également reçu le soutien de la fondation Ford en 1960.

## 1969, Andrew Tracey rejoint l'ILAM
Andrew est le fils d'Hugh Tracey et il commence à travailler avec son père en 1969. En 1977 à la mort de celui-ci Andrew prend la relève en tant que directeur de l'ILAM.

## Réédition d'une partie du catalogue Sound of Africa par Sharp Wood Production en 1998
Plus de 45 ans après la sortie des premiers enregistrements de Sound of Africa, l'ILAM et Sharp Wood Production entreprennent de rééditer sour forme de CD une partie de la collection historique d'Hugh Tracey. Cet ensemble d'une vingtaine de CD permet de redécouvrir la qualité des enregistrements d'époque.

## Discographie
La liste suivante détaille le catalogue issu de la collaboration ILAM et Sharp Wood Records
- At the Court of the Mwami, Rwanda 1952
- Royal Court Music from Uganda, Uganda 1950 & 1952
- On the Edge of the Ituri Forest, Congo 1952
- Kalimba & Kalumbu Songs, Zambia 1952 & 1957
- Kanyok and Luba, Congo 1952 & 1957
- Other Musics from Zimbabwe, Southern Rhodesia 1948-'63
- Southern and Central Malawi, Nyasaland 1950-'58
- Northern and Central Malawi, Nyasaland 1950-'58
- Origins of Guitar Music, Southern Congo and Northern Zambia, 1950-'58
- Forest Music, Northern Congo, 1952
- Tswana and Sotho Voices, Botswana, South Africa, Lesotho, 1951-'59
- South Africa & Swaziland, 1955, '57, '58
- Southern Mozambique, Portuguese East Africa, 1943, '49, '54, '55, '57, '63
- Tanzania Instruments, Tanganyika 1950
- Tanzania Vocals, Tanganyika 1950
- Secular Music from Uganda, Uganda 1950, '52
- Forgotten Guitars from Mozambique, Mozambique, 1955, '56, '57
- The Legendary George Sibanda, Zimbabwe 1948, '49, '50, '53
- Kenyan Songs and Strings, Kenya 1950 & 1952
- Colonial Dance Bands, 1950 & 1952
- Bulawayo Jazz, Zimbabwe 1950, '51, '52